# Municipio de Moulton (Ohio)
El municipio de Moulton (en inglés: Moulton Township) es un municipio ubicado en el condado de Auglaize en el estado estadounidense de Ohio. En el año 2010 tenía una población de 1694 habitantes y una densidad poblacional de 23,42 personas por km².

## Geografía
El municipio de Moulton se encuentra ubicado en las coordenadas 40°35′6″N 84°17′20″O / 40.58500, -84.28889. Según la Oficina del Censo de los Estados Unidos, el municipio tiene una superficie total de 72.32 km², de la cual 72,21 km² corresponden a tierra firme y (0,15 %) 0,11 km² es agua.

## Demografía
Según el censo de 2010, había 1694 personas residiendo en el municipio de Moulton. La densidad de población era de 23,42 hab./km². De los 1694 habitantes, el municipio de Moulton estaba compuesto por el 99 % blancos, el 0,12 % eran afroamericanos, el 0,06 % eran amerindios, el 0,35 % eran asiáticos y el 0,47 % eran de una mezcla de razas. Del total de la población el 0,12 % eran hispanos o latinos de cualquier raza.